# Rafael Benítez (militar)
Rafael E. Benítez fue un militar, parlamentario, ensayista y periodista venezolano del siglo XIX.

## Orígenes
Se desconoce la fecha exacta de su nacimiento y muerte, aunque por cartas escritas por él y familiares se ha estimado que nació el 3 de agosto de 1813 en Maracaibo. También se sabe que en 1826 estuvo estudiando en Filadelfia, que tuvo dos hermanos mayores (José Antonio y María del Carmen) y que su padre fue Manuel Benítez, regidor de su ciudad natal, firmante de su Acta de Independencia en 1821 y luego empleado de la tesorería local hasta su retiro en 1827. Su hermana se casó a inicios de 1828, mientras él seguía estudiando en Estados Unidos.
A pesar de la lejanía de Venezuela se muestra muy interesado en las informaciones que sus familiares les enviaban de los acontecimientos que ahí sucedían. Regresó a Maracaibo en 1830, sucediendo un período de diez años en que no existe información sobre su vida.

## Vida pública
En 1840 publica unos sonetos políticos y satíricos. Como periodista fue redactor de los semanarios El Mensajero del Pueblo de Maracaibo en 1844 y El Fénix en 1846. Gracias a la recomendación del gobernador marabeño José Aniceto Serrano, en 1845 fue nombrado segundo comandante de las milicias de Sinamaica y luego congresista en Caracas en 1850, siendo íntimo amigo del mariscal liberal Ezequiel Zamora, quien luego fue presidente. En 1849 tenía el grado de capitán, rango que mantenía cuando volvió de Caracas a su ciudad natal en 1851.
En 1855 fue nombrado secretario del Consejo de Gobierno y en 1866 fue elevado al grado de general en jefe (equivalente al antiguo grado de capitán general en el ejército español anterior a la independencia) desde el grado de general de división; en ese momento pasó a retiro. La correspondencia de la época indica que había alcanzado el generalato antes o en 1859.
En 1874 fue comandante de las milicias de Sinamaica y exploró la península de la Guajira. Siendo ensayista escribió Recuerdos de mis viajes a la Guajira y noticias recogidas de paso, considerada por el geógrafo venezolano Marco Aurelio Vila «el primer estudio de la Guajira y sus habitantes», obra 8 años anterior al estudio del ingeniero inglés F. A. A. Simons, An exploration of the Goajira Peninsula. La obra fue publicada en 1957 por Vila como La Guajira en 1874.

## Vida personal
Se casó con Concepción Luengo, veinte años menor que él, y tuvieron tres hijos: Rafael, Carlos y Manuel. Se desconoce la fecha de su muerte, pero en 1888 su esposa aparece como viuda en los directorios anuales de la ciudad de Caracas, así que debió fallecer en algún momento de los años 1880, quizás hacia 1885.